# Koncertówka part 1
Koncertówka part 1 – pierwszy koncertowy album polskiego zespołu punk-rockowego Pidżama Porno, ósmy w karierze, wydany 2 września 2002 roku. Na album składają się utwory zarejestrowane podczas XIII urodzin zespołu w Poznaniu w grudniu 2000 roku (1 - 15) oraz na koncercie grupy w klubie Proxima (16, 17), w październiku 2001 roku. Osiemnasty utwór to fragment piosenki z filmu Wodzirej.

## Lista utworów
1. "Miejscy partyzanci"
2. "Brudna forsa"
3. "Poznańskie dziewczęta"
4. "28 (One Love)"
5. "Kocięta i szczenięta"
6. "Bal u senatora '93"
7. "Święty szczyt" (gość. Robert Brylewski)
8. "Spokój w głowach"
9. "Jesienna deprecha"
10. "Nie mam jaj / Skarby Watykanu" (gość. Tymon Tymański i Robert Brylewski)
11. "Katarzyna ma katar"
12. "Gdy zostajesz u mnie na noc"
13. "Do nieba wzięci" (gość. Muniek Staszczyk)
14. "Outsider" (gość. Muniek Staszczyk)
15. "News from Tienanmen"
16. "Bon ton na ostrzu noża"
17. "Gorzka"
18. "Dźwięki piosenki"

## Wykonawcy
- Krzysztof "Grabaż" Grabowski – śpiew
- Andrzej "Kozak" Kozakiewicz – gitara elektryczna, chórki
- Sławomir "Dziadek" Mizerkiewicz – gitara elektryczna, chórki
- Julian "Julo" Piotrowiak – gitara basowa
- Rafał "Kuzyn" Piotrowiak – perkusja

oraz gościnnie:
- Robert Brylewski - gitara elektryczna, śpiew
- Ryszard Tymon Tymański - gitara elektryczna
- Muniek Staszczyk - śpiew